# Лансерия
Лансерия (англ. Lanseria Airport) (ИАТА: HLA, ИКАО: FALA) — частный международный аэропорт, обслуживающий город Йоханнесбург в ЮАР. Аэропорт расположен в 45 км к северо-западу от центра Йоханнесбурга и способен принимать узкофюзеляжные самолёты вроде Boeing 737 или Boeing 757. Был построен, чтобы разгрузить трафик в аэропорту им. О. Тамбо.

## История
В 1972 году на месте нынешнего аэропорта появилось лётной поле с грунтовой взлётно-посадочной полосой. Сам аэропорт был торжественно открыт 16 августа 1974 года министром транспорта ЮАР Ханнесом Раллем, а в 1975 году на аэродроме прошло авиашоу Air Africa.
В 1977 году в аэропорту прошла выставка военных самолётов и вертолётов Aviation Africa Show, на которой были представлены экспонаты общей стоимостью 100 млн рандов, в том числе лёгкий французский истребитель Dassault Mirage F1.
В 2012 году аэропорт был продан консорциуму частных инвесторов.
В ноябре 2013 года в аэропорту открылась новая взлётно-посадочная полоса шириной 45 м с асфальтовым покрытием, а старая (шириной 30 м) была закрыта и выведена из эксплуатации.
В ноябре 2017 года руководство аэропорта заявило, что они ведут переговоры с авиакомпаниями Air Namibia, Air Mauritius, Kenya Airways и Air Botswana об установлении рейсов в и из аэропорта Лансерия в рамках увеличения пассажиропотока.

## Авиакомпании и направления

### Пассажирские
| Авиакомпании | Направления                               |
| ------------ | ----------------------------------------- |
| FlySafair    | Кейптаун, Дурбан, Порт-Элизабет, Занзибар |

### Грузовые
| Авиакомпании | Направления      |
| ------------ | ---------------- |
| BidAir Cargo | Кейптаун, Дурбан |

## Авиакатастрофы и проишествия
- 8 октября 1977 года, на авиашоу Air Africa ’77, Britten-Norman Trislander после выполнения трюка потерял управление, ударился об ВПП, отскочил в воздух и отлетел на 500 м от края полосы. Отвалились стойки шасси и один из двигателей. Пилоты не пострадали, но самолёт был списан и ремонту не подлежал[7].
- 2 октября 1993 года, во время авиашоу, Aermacchi MB-326 ВВС Южно-Африканской республики разбился из-за потери правого крыла. Пилот успел катапультироваться, но впоследствии погиб